# 윌슨 팔라시오스
윌슨 로베르토 팔라시오스 수아소(영어: Wilson Roberto Palacios Suazo, 1984년 7월 29일 ~ )는 온두라스의 전 축구 선수이다.
CD 비토리아에서 축구를 시작해 클럽 데보르티보 올림피아에서 프로 무대를 밟았으며, 이후 영국무대로 진출하여 버밍엄 시티, 위건 애슬레틱, 토트넘 홋스퍼 FC에서 활약한 바 있으며, 온두라스 축구 국가대표팀의 핵심 선수로 2010 FIFA 월드컵과 2014 FIFA 월드컵에 출전했다.

## 클럽 경력

### 데포르티보 올림피아
윌슨 팔라시오스는 18세에 온두라스 리그의 클럽 데보르티보 올림피아에서 데뷔하여 2008년까지 6시즌 동안 102경기에서 32골을 기록하면서 온두라스에서 성공신화를 이루었다. 하지만 상대적으로 유럽 클럽들의 관심은 적었고, 츠르베나 즈베즈다와 AS 모나코 입단을 타진했지만 모두 실패했다. 이때 팔라시오스를 유심히 지켜봤던 잉글랜드 프리미어리그 버밍엄 시티의 스티브 브루스 감독이 2007년 8월 팔라시오스를 6개월 임대로 데려오면서 그는 유럽 진출에 성공했다.

### 버밍엄 시티
중앙 미드필더로서 체력과 힘 그리고 뛰어난 수비력을 겸비한 팔라시오스는 이내 프리미어리그 각 팀의 영입목록에 이름을 올린다. 팔라시오스는 2007년 아스날 사령탑 아르센 벵거 감독으로부터 영입제의를 받았으나, 구단은 아스날 이적이 아닌 버밍엄 시티 6개월 임대를 승낙했다. 대어를 낚은 버밍엄 시티는 임대계약 종료 후 재빨리 팔라시오스와 계약을 맺어 완전영입에 성공했다.
그가 버밍엄 시티로 이적한 그해 11월 팔라시오스의 막내 동생인 에드윈이 무장 괴한에게 납치되는 사건이 벌어졌고, 팔라시오스의 가족은 납치범들에게 12만 5천 파운드(약 2억원)의 몸값을 지불하고 동생을 살려냈다. 이 때문에 팔라시오스는 사건을 해결하느라 경기에 출전할 수 없었고, 그 와중에 위건 애슬레틱으로 자리를 옮긴 브루스 감독의 후임이었던 알렉스 맥레이시 감독의 눈에 들지 못하면서 벤치 신세를 져야 했다.

### 위건 애슬레틱
팔라시오스는 브루스 감독의 '러브콜'을 받고 2008년 1월 위건에 합류했고, 팔라시오스는 브루스 감독 전술의 핵심으로 자리를 잡았다. 프리미어리그를 밟은 팔라시오스는 단숨에 주전자리를 꿰차며 진가를 드러냈다. 팔라시오스의 활약이 이어지자 맨체스터 유나이티드, 리버풀뿐만 아니라 바이에른 뮌헨, 레알 마드리드 등 유럽의 명문구단까지 관심을 보이기 시작했다. 더 이상 팔라시오스를 붙잡기 어렵다고 판단한 위건 애슬레틱은 지난해 1월 토트넘과 이적계약에 합의했다.
당시 위건 애슬레틱은 팔라시오스의 이적료를 공개하지 않았지만, 영국 현지 언론은 이적료가 1400만 파운드(약 261억원)에 이를 것으로 전망했다. 브루스 감독은 팔라시오스의 공백을 조원희로 메웠다.

### 토트넘 핫스퍼스
토트넘 이적 후에도 팔라시오스는 꾸준히 활약을 유지했다. 전문가들은 지치지 않는 체력과 쉽게 무너지지 않는 힘, 투쟁력 등을 팔라시오스의 장점으로 꼽고 있다. 해리 레드냅 토트넘 감독은 "팔라시오스는 그동안 토트넘 선수들이 갖지 못했던 강한 정신력을 가진 선수"라며 그가 팀 전체에 영향을 끼칠 수 있는 선수라고 호평하기도 했다.

### 스토크 시티
팔라시오스는 2011년 8월 31일, 팀 동료였던 피터 크라우치를 따라 4년 계약을 맺고 스토크 시티로 이적하였다. 하지만 곧바로 무릎 부상이 찾아왔고, 복귀한 이후에는 주로 교체 멤버로 활약하였다.

## 온두라스 축구 국가대표팀
2003년 국가대표팀에서 데뷔한 팔라시오스는 일치감치 주전 국가대표팀 자리를 꿰찼다.
그는 뛰어난 활약으로 2010년 FIFA 월드컵 북아메리카 지역 예선에서 16경기 2골을 기록하면서 온두라스를 3위에 올리면서 온두라스를 지난 1982년 스페인 월드컵 이후 28년 만에 사상 두 번째 FIFA 월드컵 진출을 이끌었다.

### 2010 남아공 월드컵
팔라시오스는 생전 첫 월드컵 무대에서 조별라운드 3경기 모두 출전했으나 팀은 칠레의 보세주르에게 골을 헌납하며 0-1로 패했고 무적함대 스페인에게는 다비드 비야에게 두 골을 내주면서 0-2로 완패했다. 마지막 스위스와의 경기에서 총력을 다했으나 0-0으로 비기면서 무득점 탈락이라는 아쉬운 결과를 남기게 되었다.
한편 팔라시오스는 친동생 제리 팔라시오스, 조니 팔라시오스와 함께 월드컵에 나서게 되었고 역사상 처음으로 세 형제가 한 월드컵에서 뛰는 진 광경이 벌어지기도 했다.

### 2014 브라질 월드컵
두번째로 나선 브라질 월드컵에서 팔라시오스는 첫 경기였던 프랑스와의 경기에서 경고 누적을 당해 퇴장당했고 팀의 0-3 대패를 지켜볼 수 밖에 없었다. 온두라스는 뒤이어 에콰도르와 스위스에게도 연이어 패하며 전패로 탈락했다.